# Simon András (újságíró)
Simon András (Budapest, 1968. március 1. –) magyar újságíró, jogász.

## Életpályája
A Pécsi Tudományegyetem Állam és Jogtudományi karán szerzett diplomát, majd a Budapesti Közgazdaságtudományi és Államigazgatási Egyetemen lobby szakképesítést szerzett.
1993 és 1999 között a Magyar Televíziónál dolgozott hír- és magazinműsorokban, rovatvezetőként, szerkesztőként, riporterként. Ezt követően 1999 és 2002 között a TV2 Tények és Jó estét, Magyarország! hírműsorait ő szerkesztette és vezette. 2002-től a Pulitzer-emlékdíjas Este című közéleti-politikai magazinműsor főszerkesztője és műsorvezetője volt. A szerkesztőség munkáját 2004-ben Prima-díjjal ismerték el. 
2005 és 2006 folyamán ő töltötte be a Magyar Televízió műsorokért felelős alelnöki tisztségét.
2007 januárjától a Magyar Telekom médiakapcsolatokért és belső kommunikációért felelős PR igazgatójaként dolgozott. 2007. október 1-jével kinevezték a Magyar Telekom Csoport kommunikációs igazgatójává.
2010. április 5-től Simon András lett a Magyar Nemzeti Bank kommunikációs igazgatója és szóvivője.
2013 végén az ATV-hez szerződött, így nyolc év után került vissza a képernyőre.
2021. december elején távozott az ATV-től, mert Márki-Zay Péter ellenzéki miniszterelnök-jelölt tanácsadója lett.
2022. július 15-től a Fővárosi Önkormányzat kommunikációs igazgatója lett.

## Társadalmi szerepvállalása
2008 májusában a Magyar Marketing Szövetség alelnökévé választották meg.

## Díjai, elismerései
- 2004 Príma díj [6]